# Baspa sorya
Baspa sorya är en fjärilsart som beskrevs av Vincenz Kollar 1848. Baspa sorya ingår i släktet Baspa och familjen juvelvingar. Inga underarter finns listade i Catalogue of Life.